# Phaneros xanthopterus
Phaneros xanthopterus is een keversoort uit de familie netschildkevers (Lycidae). De wetenschappelijke naam van de soort werd in 1908 gepubliceerd door Jules Bourgeois.